# 劉澤基

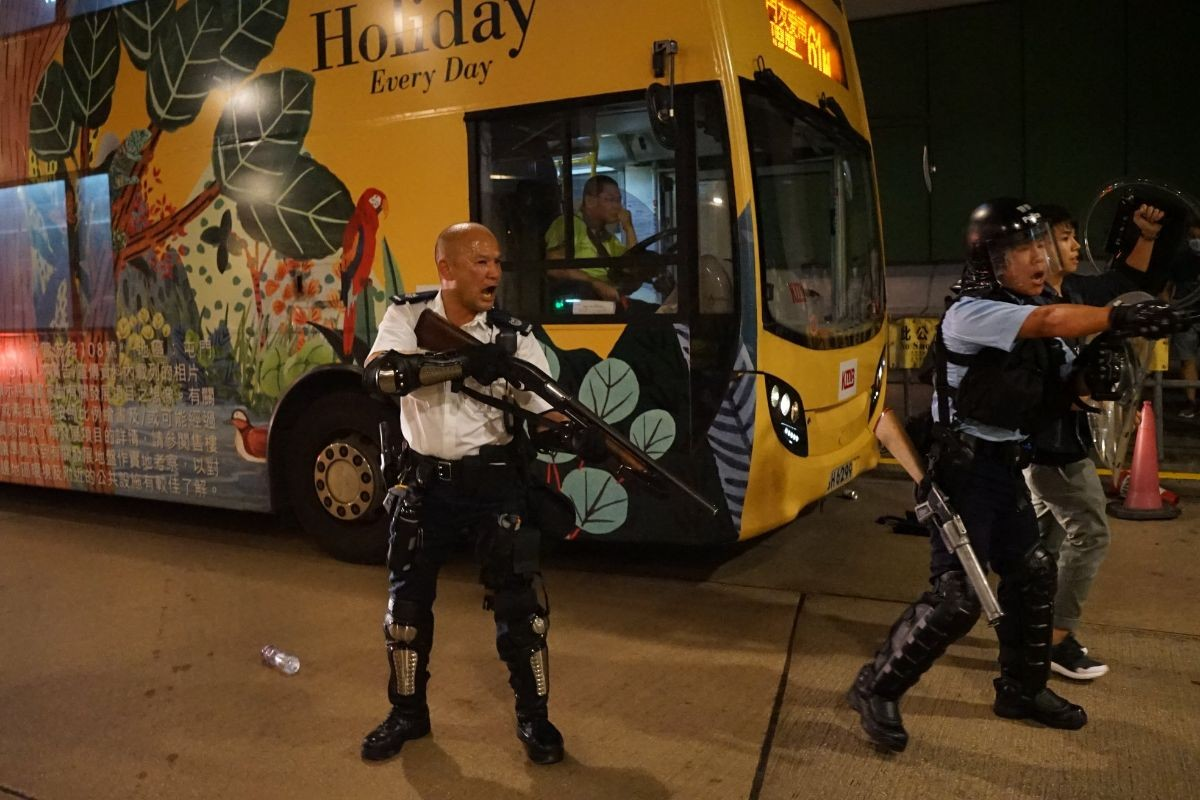
2019年7月30日葵涌警署衝突期间，劉澤基在葵芳站公共運輸交匯處持雷明登870霰彈槍

劉澤基（英語：Lau Chak-kei，1973年—），是一名香港警務處警署警長，别名光頭警長、刘Sir、光头刘Sir、刘长官、光头刘长官、劉炸雞、自封民族英雄，香港警察机动部队警署警长編號53341。在2019年反對逃犯條例修訂草案運動中，他因7月30日葵涌警署衝突而成名，成为这场运动中的“标志性人物”，然而香港与中国内地对其评价不一。受中华人民共和国中央政府邀请，10月1日，他作为香港警察代表在北京参加庆祝中华人民共和国成立70周年大会。

## 个人经历
劉澤基的父親亦为一名警员，受到父亲的影响，他自小就向往加入警队。他在1993年畢業於荃灣官立工業中學後，于1993年2月1日19岁时正式进入警队担任警员，一家四口居住在约70平方米的警员宿舍。
2019年7月，身為葵涌警署警長的他，在葵涌警署外的反修訂逃犯條例示威衝突中以其裝填有布袋彈雷明登870霰彈槍指向示威者，而在中国與香港成名。及後他被香港《文匯報》以至央視新聞採訪，並獲邀參與庆祝中华人民共和国成立70周年大会，是自香港主權移交後第一位獲邀參與國家級慶祝活動的員佐級警員。

### 向示威者舉槍
2019年7月葵涌警署外衝突中，他因向示威者舉槍而引起香港舆论哗然，其为反送中運動第一名向示威者舉槍的警員。影片显示，其与另一位防暴警察遭到几十位暴力示威者包围，投擲雜物。在混乱中，他的眼睛受伤。他声称有示威者试图夺走枪支，而举枪自卫。其举枪照片流出后，引起舆论争议。台湾《自由时报》批評其“紀律極差”及違反安全指引。警方声称他的姿勢為「戒備」姿勢，但亦有媒體報導該姿勢為手指已放入扳機、隨時能開火的「企射」姿勢。

### 获中國内地媒体及网民支持
中国官方媒体和民间網上舆论则在事後，给予他一边倒的支持。中国官方媒体央視主播海霞表态支持其行為，而央視亦播出有關他的專訪。其受到大陆网友的大量歡迎，開通了微博，并获得幾十萬粉絲。有人以他为原型创作漫画，作品亦在网络爆红。但有中国以外的媒体批評中国官媒無視香港警民對立，吹捧劉澤基煽动仇恨。有其它警員效仿其開微博，但港媒（包括香港親民主派媒体及法轮功旗下的大纪元時報）則认为他們已成為「過街老鼠」才跑到微博開戶，是圍爐取暖的行為。而根據網上留言，中国网民大多支持刘泽基等香港警察。
此后，劉澤基在訪問中提及自己家人受到了死亡恐嚇。

### 参加国庆庆典
8月29日，国务院新闻办公室召开介绍国庆70周年庆祝活动的记者会。包括刘泽基在内，有7名受伤警员及3位警官，共计十人受邀参加国庆阅兵观礼。虽然邀请香港警察参加国庆观礼并非首次，但被外界认为这是中央政府表达对香港警察的认同和支持。
在抵京前，刘泽基曾在采访中表达遊长城、尝烤鸭的期望，而网友基于长城在国庆假期常见的擁挤状况，劝他更改行程。长城管理部门随后同他联系，表示将为他开辟绿色通道。9月29日，刘泽基随香港警察代表队抵达北京。当日，刘泽基会见中国官方媒体《环球时报》总编辑胡锡进和记者付国豪。晚间，品尝了烤鸭。
9月30日，香港警察代表队爬八达岭长城，刘泽基获颁发“好汉证书”。同日，中新社发布了刘泽基在内的香港警察代表队十人国庆祝福视频。
10月1日上午，刘泽基参加了庆祝中华人民共和国成立70周年大会。活动结束后，刘泽基接受新华社采访，表示“我是中国人，我也希望香港年轻人清楚，自己都是中国人，我们应以做中国人为荣”。采访期间，有不少人与刘泽基合影留念。他在微博表示，“阅兵！不只是国力的体现！也是国民教育！”
閱兵过程中，毛澤東、鄧小平、周恩來等中共元老的照片在“致敬”方阵上展出，劉澤基却不认得，说「我想照片上的『士兵』已經不在了」，但此幕令他感受最深刻，幾乎使他感動落淚。
他在接受《北京日报》采访时，表示，希望等孩子长大了，带他们坐高铁，走遍全中国。晚间，参加庆祝中华人民共和国成立70周年联欢活动时，高呼“祖国万岁”的刘泽基再度成为微博热搜。
10月2日上午，刘泽基随香港警察代表队，同成龙、霍启刚等人一同观看国庆献礼片《我和我的祖国》，并于下午乘飞机离开北京。
对于中央政府邀请刘泽基等人参加国庆庆典活动，一些香港网友認為官媒此舉用意是樹立政治樣板。
在接受大陸官方媒體央視採訪時，劉澤基稱本想安排孩子去新西蘭讀書，但後來改變計劃會在2020年安排把兒子和女儿送到深圳的國際學校讀書，並稱希望子女讀書後能學懂“分黑白”。同時被問及小時候對哪位中國民族英雄印象深刻時，劉稱是岳飛，當主持再追問他能否背出岳飛的《滿江紅》，他說他不會背，但知道岳飛的內心是個英雄。

### 在大陸社交媒體上的爭議言論
劉澤基在警方對中槍男童申請搜查令遭法庭拒絕後，在其微博賬號發表「香港這些裁判官的處事方法，和鼓勵『暴徒』去犯法，有甚麼分別？縱容、套光環、輕判……司法公正？可笑！」，涉嫌違反《警察通例》第6章規定「警務人員應經常避免參與任何足以影響其公正執行職務的活動或任何可能使市民誤會會影響其公正執行職務的活動。」及《公務員守則》的政治中立原則，任建峰律師指称劉澤基身為紀律部隊成員和執法者，其言論卻無視司法獨立，違反《基本法》的三權分立原則，涉嫌藐視法庭。司法機構回應相關言論時重申，所有裁判官處理緊急申請時，均嚴格依照法律及申請人所呈交的事實和細節，若申請人不服裁判官的裁決，可提出司法覆核。警方在例行記者會表示，有指引提醒警員在工餘時間使用社交媒體時，應避免對法庭判決發表不必要的評語，以免影響警隊形象，或者與警務人員的身份造成衝突，警方仍然在了解事件。
2019年10月22日，23名香港立法会泛民主派議員联署向公務員事務局写信，称劉澤基言論涉嫌違反《警察通例》和《公務員守則》。公務員事務局随后回应称不評論個別個案。
2019年11月25日，建制派於香港區議會選舉中落败，劉澤基就最新的區議會選舉結果發微博帖文，稱差不多每個議席均以四成票敗選，顯示香港有六成人支持破壞、支持暴力，他預計未來的情況將會更差，隔空向「香港警察、兄弟們」稱，未來數年「有得你忙」，而愛祖國的港人日子亦不會好過。他又直指，港人「針不刺到肉不知痛」，認為未來的日子「就讓你們說的『攬炒』發生吧」。他續稱，要令港人反省及知悉中央過往是如何愛護港人，他希望中央政府從今日起，停止對香港人的幫助，讓眾人看看「沒有祖國幫助後的香港是如何光景！」。
2020年1月30日發微博帖文指責香港部分醫護人員在COVID-19疫情爆發期間請病假，其認為相關醫護人員欲當逃兵，更聲稱希望這批請病假的醫護人員感染新冠肺炎 。

### 錯誤理解Excel而指謫區議會選舉廢票超過一半
區議會選舉當日，他在其微博上称「全港所有候选人总得票约1,253,647，但全港总投票人数是2,943,842人，还有160几万票在哪里？超过57%票是废票？」后来证实刘泽基于选举事务处网站取数据至Excel，而当选人票数数字后会打「*」号，导致不能直接加总。而根據選舉事務處官方網站，會詳細列明各參選人的得票，並於當選人的所得票數後附加「*」，以資識別。若把相關資料存入Excel運算，當選人、即有「*」的總得票為1,253,647，而無「*」的候選人總得票為1,678,098，合共2,931,745票，這與區議會選舉Facebook專頁提供的數字一致。
2019年11月27日，建制派議員田北辰在立法會大會會議不點名指有公務員公開在微博批評特首林鄭月娥，又指有警員於內地微博造謠，指區議會選舉有一半廢票，挑撥中港人民感情，問公務員事務局局長羅智光是否知悉事情，羅智光僅稱，就現時機制，公務員的行為和操守要根據《公務員守則》，如有違規情況，有關部門的管理層會跟進，他不會就個別事件評論。多名建制派提問時均不客氣，批評羅智光的回答「遊花園」，經民聯石禮謙問及，特首會否根據《基本法》第48條，要求所有公務員宣誓擁護《基本法》及效忠香港政府，羅智光僅回應會研究現行框架下是否完成，強調擁護基本法是必需的要求。

## 备注
1. ↑  2019年9月的相关报道[1]称他时年46岁，当出生于1973年。